# Danh sách tập phim Digimon Frontier
Digimon Frontier là phim hoạt hình Nhật Bản sản xuất bởi Toei Animation .Phim có tổng cộng 50 tập. Phim được phát sóng trên Fuji Television từ ngày 7 tháng 4 năm 2002 đến 30 tháng 3 năm 2003. Phim của đạo diễn Kakudō Hiroyuki và sản xuất bởi Okuda Keisuke. Nội dung phim kể về một nhóm những người bạn nhỏ đã đáp lại lời mời gọi của một trong Tam Đại Thiên thần của Thế giới số đến diệt trừ cái ác và bảo vệ Thế giới này. Họ sẽ dùng những Tinh linh của Mười Chiến binh trong truyền thuyết mà chính vị thiên thần này trao cho để tiến hóa và thi hành nhiệm vụ của mình.
Ca khúc mở đầu chính series là "FIRE!!" của Wada Kouji. Bài "Innocent ~Mujaki na Mama de~" (イノセント〜無邪気なままで〜 Inosento ~Mujaki na Mama de~) của Wada Kouji được chọn làm bài hát kết thúc 26 tập đầu, còn 24 tập còn lại là bài "An Endless tale" của Wada Kouji và Maeda Ai. Nhạc lồng trong phim gồm 10 bài: "With The Will" của Wada Kouji, "The Last Element" của Miyazaki Ayumi, "Salamander" (サラマンダー Saramandā) của Takeuchi Junko, "In The Blue" của Kamiya Hiroshi, "Spark!!" (スパーク!! Supāku! !) của Amada Masato, "Kaze no Shizuku" (風のしずく) Ishige Sawa, "Say, yes" của Watanabe Kumiko, "Oreta Tsubasa de -With Broken Wings-" (折れた翼で –With Broken Wings– Oreta Tsubasa de – With burōkun uingusu –) và "Blader" của Suzumura Kenichi và "Haruka na Okurimono" (遥かな贈りもの) của Wada Kouji và Maeda Ai.

## Tổng quan
| Mùa | Mùa | Số tập | Số tập | Phát sóng gốc      | Phát sóng gốc       |
| Mùa | Mùa | Số tập | Số tập | Phát sóng lần đầu  | Phát sóng lần cuối  |
| --- | --- | ------ | ------ | ------------------ | ------------------- |
|     | 4   | 50     | 50     | 7 tháng 4 năm 2002 | 30 tháng 3 năm 2003 |

## Danh sách tập
| STT tập phim | Tên tập phim | Ngày phát sóng gốc   |
| ------------ | --- | -------------------- |
|              | |                      |
| 1            | "Chiến binh Huyền thoại! Agnimon Hỏa" "Densetsu no Toushi! Honō no Agunimon" (伝説の闘士！炎のアグニモン)                                                                  | 7 tháng 4 năm 2002   |
| 2            | "Wolfmon Quang. Trận đấu ở mê cung lòng đất" "Hikari no Vorufumon Chikameikyū no Tatakai!" (光のヴォルフモン 地下迷宮の戦い！)                                             | 14 tháng 4 năm 2002  |
| 3            | "Không dung thứ cho kẻ bắt nạt! Tiến hóa thành Chakmon Băng" "Ijime wa yurusanai! Koori no Chakkumon Shinka" (いじめは許さない! 氷のチャックモン進化)                      | 21 tháng 4 năm 2002  |
| 4            | "Cú đá của ta đau đấy! Nữ Chiến binh Fairymon" "Watashi no Kikku wa Itai wa yo! Onna Toushi Fearimon" (私のキックは痛いわよ! 女闘士フェアリモン)                           | 28 tháng 4 năm 2002  |
| 5            | "Sức mạnh sấm sét rung chuyển mặt đất, Blitzmon!" "Daichi o Yurugasu Ikazuchi Pawaa, Burittsumon!" (大地を揺るがす雷パワー ブリッツモン!)                                  | 5 tháng 5 năm 2002   |
| 6            | "Năm Chiến binh Huyền thoại với Tân Chiến binh" "Denetsu no Gotoushi tai Aratanaru Toushi!" (伝説の五闘士VS新たなる闘士!)                                                  | 12 tháng 5 năm 2002  |
| 7            | "Thành phố trên trời! Vương quốc đồ chơi của ToyAgumon" "Sora ni Ukabu Machi! Toiagumon no Omocha no Kuni" (空に浮かぶ街! トイアグモンのおもちゃの国)                      | 19 tháng 5 năm 2002  |
| 8            | "Cứu lấy mọi người. Tiến hóa đi, Tsunomon!" "Minna o Sukue! Shinka Surunda Tsunomon" (みんなを救え! 進化するんだツノモン)                                                  | 26 tháng 5 năm 2002  |
| 9            | "Khu rừng vô tuyến bí ẩn. Kẻ thù là Chakmon!?" "Teki wa Chakkumon!? Nazo no Terebi no Mori" (敵はチャックモン!? 謎のテレビの森)                                            | 2 tháng 6 năm 2002   |
| 10           | "Không thể kiểm soát Tinh linh Thú!? Grammon tiến hóa!" "Biisuto Supiritto wa Seigyo Funou!? Garumumon Shinka!" (ビーストスピリットは制御不能!? ガルムモン進化!)           | 9 tháng 6 năm 2002   |
| 11           | "Tấn công bạn mình! Chiến binh Huyền thoại Vritramon hoang dại" "Ore o Taose! Densetsu no Toushi Vuritoramon Bousou" (俺を倒せ! 伝説の闘士ヴリトラモン暴走)                | 16 tháng 6 năm 2002  |
| 12           | "Vritramon gầm vang! Đánh bại Gigasmon!" "Hoero Vuritoramon! Taose Gigasumon" (ほえろヴリトラモン! 倒せギガスモン!)                                                        | 23 tháng 6 năm 2002  |
| 13           | "Seraphimon thức tỉnh! Bí mật về Mười Chiến binh" "Mezame yo Serafimon! Juutoushi no Himitsu" (目覚めよセラフィモン! 十闘士の秘密)                                         | 30 tháng 6 năm 2002  |
| 14           | "Sấm sét! Nghiền nát đất đá! Thử thách sinh tử của Bolgmon" "Ikazuchi yo! Iwa o mo Kudake! Borugumon Kesshi no Charenji" (雷よ! 岩をも砕け! ボルグモン決死のチャレンジ)    | 14 tháng 7 năm 2002  |
| 15           | "Tiến hóa thú thành mực! Calmaramon" "Ikashita Biisuto Shinka! Karumaaramon" (イカしたビースト進化! カルマーラモン)                                                        | 21 tháng 7 năm 2002  |
| 16           | "Chỉ sức mạnh thôi thì chưa đủ! Chiến binh xinh đẹp Shutumon" "Tsuyoi dake ja damenano yo! Utsukushiki Toushi Shuutsumon" (強いだけじゃだめなのよ! 美しき闘士シューツモン) | 28 tháng 7 năm 2002  |
| 17           | "Blizzarmon thổi tuyết hô băng!" "Burizaamon fuke yo Yuki, Yobe yo Hyouga" (ブリザーモン 吹けよ雪、呼べよ氷河!)                                                            | 4 tháng 8 năm 2002   |
| 18           | "Xình xịch! Cuộc đua khốc liệt của Trailmon" "Chiki Chiki! Toreirumon Mou Reesu" (チキチキ! トレイルモン猛レース)                                                          | 11 tháng 8 năm 2002  |
| 19           | "Giải cứu Burgermon! Trái tim trong sáng của Tomoki" "Baagamon o Sukue! Tomoki no Pyua na Kokoro" (バーガモンを救え! 友樹のピュアな心)                                     | 18 tháng 8 năm 2002  |
| 20           | "Chiến binh bí ẩn trong bóng đêm Duskmon!" "Yami ni Hisomu Nazo no Toushi Dasukumon!" (闇にひそむ謎の闘士ダスクモン!)                                                      | 25 tháng 8 năm 2002  |
| 21           | "Năm Chiến binh toàn diệt!? Sức mạnh bóng đêm kinh hoàng!" "Gotoushi Zenmetsu!? Osorubeki Yami no Pawaa!" (五闘士全滅!? 恐るべき闇のパワー!』)                             | 1 tháng 9 năm 2002   |
| 22           | "Trở về! Takuya quay về một mình" "Waga ya e! Takuya Tatta Hitori no Kikan" (我が家へ! 拓也たった一人の帰還)                                                               | 8 tháng 9 năm 2002   |
| 23           | "Cảm nhận sức mạnh của Digimon! Kế hoạch toàn thể của Takuya" "Kanjiro Dejimon no Chikara! Takuya Konshin no Sakusen" (感じろデジモンの力! 拓也渾身の作戦)                 | 15 tháng 9 năm 2002  |
| 24           | "Chạm trán Volcamon! Junpei đối mặt với quá khứ" "Taiketsu Borukeemon! Junpei, Kakoto no Gekitou" (対決ボルケーモン! 純平、過去との激闘)                                   | 22 tháng 9 năm 2002  |
| 25           | "Trận đấu đơn độc của Tomoki. Cái bẫy của Asuramon" "Tomoki no Kodoku na Tatakai, Ashuramon no Wana" (友樹の孤独な戦い アシュラモンの罠)                                   | 29 tháng 9 năm 2002  |
| 26           | "Sự ngoan cố của Ranamon! Trận chiến của nữ Digimon" "Raanamon no Shuunen! Onna Dejimon Ikkiuchi" (ラーナモンの執念! 女デジモン一騎撃ち)                                   | 6 tháng 10 năm 2002  |
| 27           | "Phép lạ của lưỡng Tinh linh. Beowulfmon khai sinh!" "Kiseki no Daburu Supiritto! Beourufumon Tanjou" (奇跡のダブルスピリット! ベオウルフモン誕生)                         | 13 tháng 10 năm 2002 |
| 28           | "Takuya tiến hóa dung hợp. Ardhamon tuyệt kỹ bộc phá!" "Takuya no Yūgou Shinka, Arudamon Waza Sakuretsu!" (拓也の融合進化 アルダモン技炸裂！)                              | 20 tháng 10 năm 2002 |
| 29           | "Chạy trốn! Sephirotmon tự do biến đổi" "Tousou! Hengenjizai Sefirotomon" (逃走! 変幻自在セフィロトモン)                                                                   | 27 tháng 10 năm 2002 |
| 30           | "Vút bay! Ám Chiến binh Velgmon" "Hishou! Yami no Toushi Berugumon" (飛翔! 闇の闘士ベルグモン)                                                                             | 3 tháng 11 năm 2002  |
| 31           | "Nghĩa trang Trailmon, nơi yên giấc bóng đêm" "Yami ni Nemuru Toreirumon no Hakaba" (闇に眠るトレイルモンの墓場)                                                           | 10 tháng 11 năm 2002 |
| 32           | "Quá khứ được phơi bày! Bí mật của Duskmon" "Okasareta Kako! Dasukumon no Himitsu" (明かされた過去! ダスクモンの秘密)                                                      | 17 tháng 11 năm 2002 |
| 33           | "Ám Chiến binh mới! Lowemon và KaiserLeomon" "Aratanaru Yami no Toushi! Leebemon to Kaizaareomon" (新たなる闇の闘士! レーベモン＆カイザーレオモン)                         | 24 tháng 11 năm 2002 |
| 34           | "Kế hoạch giải cứu Ophanimon. Quyết chiến! Venus Rose" "Kessen! Bara no Myoujou, Ofanimon Kyuushutsusakusen" (決戦! バラの明星 オファニモン救出作戦)                       | 1 tháng 12 năm 2002  |
| 35           | "Tinh linh hợp nhất! Tiến hóa Tối thượng của Takuya và Kouji!" "Supiritto o Hitotsu ni! Takuya to Kouji no Kyuukyoku Shinka" (スピリットを一つに! 拓也と輝二の究極進化)    | 8 tháng 12 năm 2002  |
| 36           | "Chiến thắng vút bay! Cuộc chiến ở lâu đài của Cherubimon" "Shouri e no Hishou! Taiketsu Kerubimon no Shiro" (勝利への飛翔! 対決ケルビモンの城)                            | 15 tháng 12 năm 2002 |
| 37           | "Tử chiến! Giành lại Thế giới số khi nào còn sống" "Kessen! Inochi Aru Kagiri Dejitaru Wārudo wo Torimodose" (決戦! 命ある限り デジタルワールドを取り戻せ)                 | 22 tháng 12 năm 2002 |
| 38           | "Trận chiến chưa kết thúc! Lời tiên báo Lucemon hồi sinh" "Owaranai Shitou! Rūchemon Fukkatsu no Jokyoku" (終わらない死闘! ルーチェモン復活の序曲)                         | 5 tháng 1 năm 2003   |
| 39           | "Thoát khỏi Mặt Trăng! Đây là Thế giới số!?" "Kore ga Dejitaru Waarudo!? Tsuki kara no Dasshutsu" (これがデジタルワールド!? 月からの脱出)                                  | 12 tháng 1 năm 2003  |
| 40           | "Kẻ được chọn!? Những đứa trẻ điều khiển Angemon!" "Erabareshi Mono!? Enjemon o Ayatsuru Shounen!" (選ばれし者!? エンジェモンを操る少年!)                                  | 19 tháng 1 năm 2003  |
| 41           | "Đừng để chúng quét! Cây đậu tình bạn" "Sukyan Saseru na! Yuujou no Mame no Ki" (スキャンさせるな! 友情の豆の木)                                                           | 26 tháng 1 năm 2003  |
| 42           | "Bảo vệ trứng Digi! Phép màu sự sống đã mất" "Dejitama o Mamoru! Kieyuku Inochi no Kiseki" (デジタマを守れ! 消えゆく命の奇跡)                                              | 2 tháng 2 năm 2003   |
| 43           | "Quê nhà bị hủy diệt! SkullSatamon, sứ giả Địa ngục" "Furusato Shoumetsu! Jigoku no Shisha Sukarusatamon" (故郷消滅! 地獄の使者スカルサタモン)                             | 9 tháng 2 năm 2003   |
| 44           | "Lời hứa của Kouji và Gotsumon. Cùng nhau chiến đấu!" "Tomo ni Tatakae! Gotsumon to Kouji no Chikai" (共に戦え! ゴツモンと輝二の誓い)                                      | 16 tháng 2 năm 2003  |
| 45           | "Kế hoạch giấu dữ liệu! Phòng vệ chợ Akiba" "Deeta Kaku Ran Sakusen! Akiba Maaketto o Boueise yo" (データかく乱作戦! アキバマーケットを防衛せよ)                           | 23 tháng 2 năm 2003  |
| 46           | "Lucemon, kẻ thống trị bóng tối. Thế giới số bị hủy diệt!?" "Dejitaru Waarudo Shoumetsu!? Ruuchemon Ankoku Shihai" (デジタルワールド消滅!? ルーチェモン暗黒支配)           | 2 tháng 3 năm 2003   |
| 47           | "Royal Knight ngã xuống. Thế là...!!" "Roiyaru Naitsu Chiru, Soshite...!!" (ロイヤルナイツ散る そして…!!)                                                                  | 9 tháng 3 năm 2003   |
| 48           | "Điều ước cuối của Kouichi. Quang và Ám hợp nhất!" "Hikari to Yami o Hitotsu ni! Kouichi Saigo no Negai" (光と闇を一つに! 輝一最後の願い)                                  | 16 tháng 3 năm 2003  |
| 49           | "Susanoomon chiến đấu, Lucemon đến Thế giới loài người!!" "Tatakae Susanoomon, Ruuchemon Ningenkai Toutatsu!!" (戦えスサノオモン ルーチェモン人間界到達!!)                 | 23 tháng 3 năm 2003  |
| 50           | "Vượt qua cả thời gian! Khởi đầu Huyền thoại mới" "Toki o Koete! Aratana Densetsu no Hajimari" (時を越えて! 新たな伝説の始まり)                                            | 30 tháng 3 năm 2003  |